# Genearca
Un genearca (del latín: genearcha > griego: γενεαρχης) es una persona que es la cabeza de una familia o clan que deja una nutrida descendencia. Por extensión, se llama también así al fundador de un linaje o apellido en un determinado país o zona geográfica.
En casi todos los países de América los primeros conquistadores provenientes de Europa se convirtieron en genearcas al establecer alianzas matrimoniales o de concubinato con mujeres indígenas, dejando en muchas ocasiones numerosa descendencia vigente hasta el día de hoy.
En promedio, un genearca llegado a América por 1550 tiene una descendencia de 300 000 personas en la actualidad, representando ellos la 14.ª generación.

## Genearcas por país

### Argentina
- Diego Jufré, llegó a Chile en 1555 y pasó a la conquista de Cuyo.

### Chile
- Francisco de Aguirre, nacido en Talavera de la Reina, España, en 1500, llegó a Indias en 1536, pasó a Perú en 1537 y a la conquista de Chile en 1540 junto con Pedro de Valdivia.
- Francisco de Riveros, nacido en España en 1512, se embarcó con destino a Nicaragua en 1534, pasó a Perú, y a la conquista de Chile en 1540 junto con Pedro de Valdivia.
- Santiago de Larraín y Vicuña, nacido en Aranaz, España en 1666, llegó a las Indias en el galeón del General Gonzalo Chacón en 1685. Recibió hábito como Caballero de la Orden de Santiago. Fue capitán de Infantería, alcalde ordinario del Cabildo de Santiago (1702-1707), procurador del Cabildo de Santiago (1709-1715), comisario general del Reino y presidente de la Real Audiencia de Quito (1715-1718, 1722-1728).
- Fernando Canales de la Cerda nacido en Sevilla, España en 1582, llegó al Perú en 1604 y luego de una estadía de un año en Lima pasó al reino de Chile el 19 de marzo de 1605 junto con el refuerzo de doscientos soldados del general Alonso de García Ramón, que venía a ocupar el cargo de gobernador de Chile. Sirvió en el Real Ejército luchando contra los mapuches, participando en la Guerra de Arauco durante doce años, fue alférez en 1614, capitán de caballos lanzas en 1621, benemérito de indias en 1628, haciéndose acreedor de reparto de tierras. Pasó a residir con su esposa Lorenza Belluga de Moncada y Figueroa en sus estancias ubicadas en Curicó, ostentando varios cargos públicos, entre ellos teniente corregidor de Curicó, corregidor, justicia mayor y capitán de guerra del partido de Colchagua, y tiempo después fue llamado por el virrey del Perú, a servir en el Alto Perú, actual Bolivia, en el corregimiento de esa localidad de la antigua Audiencia de Las Charcas, Tarija, en donde falleció en 1638.[1]

### México
- Juan Bautista Chapa, nacido Giovanni Bautista Schiapapria en 1627 en la villa de Albisola, provincia de Génova, Italia. Fue un conquistador y escritor de origen italiano, llamado El Cronista Anónimo debido a su excelente narrativa de la vida del Nuevo Reino de León en el siglo XVII, cuya autoría permaneció en secreto por más de 300 años. En el año 1651 entra en el Nuevo Reino de León (lo que hoy es el estado mexicano de Nuevo León) como secretario del Gobernador. Contrajo matrimonio con doña Beatriz de Olivares y Treviño, perteneciente a una de las primeras familias de élite pobladoras de la región. Tuvieron cuatro hijos y dos hijas. Murió el 20 de abril de 1695 en la ciudad de Monterrey. Es reconocido como el genearca de las muchas familias con el apellido Chapa en el noreste de México y el sur de Texas, Estados Unidos.

### Perú
- José Antonio de González de Bustamante, natural de Quijas en las montañas de Santander, a fines del siglo XVII contrajo matrimonio con la dama Rosa de Benavides y Espinoza, y se estableció en Arequipa, con vasta descendencia en el Perú y Bolivia.
- Pedro de Larreátegui y Gaviria, vecino fundador de la ciudad de Lamas en el actual departamento de San Martín, hecho que ocurrió un 10 de octubre de 1656. En el acta de fundación se le describe como casado y Regidor y Alférez Real.[2] El apellido se deformó primero a "la Reátegui" (hecho que se constata en los libros parroquiales de Lamas y Moyobamba de inicios del siglo XVIII) y luego se simplificó a solamente Reátegui. Las primeras generaciones usaban el apellido compuesto "de la Reátegui y Gaviria" lo cual cayó en desuso en la segunda mitad del siglo XVIII. No existen más referencias directas sobre este genearca que da origen al apellido Reátegui en el Perú. Por tradición oral se sabe que era de origen vasco. Su descendencia al 2016 va por la decimoprimera generación y sus descendientes hoy en día podrían estar por los 60 mil (asumiendo un multiplicador de 3 por generación).
- José Ignacio Morey Capdebou, nacido el 16 de octubre de 1819 en Palma de Mallorca, Islas Baleares, España. Se encuentra en Perú el 29 de enero de 1844 según el registro de su matrimonio en la parroquia de Tarapoto con la dama ambateña María Alegría Arias Bahamonde. Hombre multifacético: comerciante, emprendedor, explorador, fue gobernador, alcalde y subprefecto. Tuvo 11 hijos, todos con su esposa María Alegría Arias, de los cuales siete llegaron a edad adulta y tuvieron descendencia. Al 2016 los descendientes de José Ignacio Morey van por la sexta generación y podrían estar por las 1,700 personas (asumiendo un multiplicador de 3 por cada generación posterior a cada uno de los 7 hijos que llegaron a edad adulta).